# فيمي (باد كاليه)
فيمي، باد كاليه (بالفرنسية: Vimy)‏ هي بلدية تقع في إقليم باد كاليه من منطقة نور با دو كاليه في شمال فرنسا. تبلغ مساحة هذه المدينة 11.33 (كم²)، وترتفع عن سطح البحر 71 م، يبلغ عدد سكانها 4602 نسمة حسب إحصاء المعهد الوطني للإحصاء والدراسات الاقتصادية سنة 2009 م. وترأس Lionel Lancry البلدية خلال فترة (2008-2014).

## أعلام
- ديدييه دوبويس
- روبرت باول